# 梶野吉郎
梶野 吉郎（かじの きちろう、1935年〈昭和10年〉12月13日 - ）は、日本のフランス文学者、北海道大学名誉教授。

## 経歴
長野県伊那市出身。1959年京都大学文学部仏文科卒、70年同大学院博士課程満期退学。1963 - 69年グルノーブル大学大学院博士課程に在籍、文学博士。69年グルノーブル大学最優秀論文賞受賞。1970年北海道大学文学部助教授、82年言語文化部教授、1999年定年退官、名誉教授。

## 著書
- La création chez Stendhal et chez Prosper Mérimée : du romantisme à la première création romanesque 而立書房 1980
- 『終中無辺 スタン変奏』武蔵野書房 2009

### 翻訳
- アルベール・チボーデ『内面の作家 ボードレール・フロマンタン・アミエル』金井裕、川端康夫共訳.而立書房 1974
- ルイ・マラン『声の回復 回想の試み』法政大学出版局 叢書・ウニベルシタス 1989
- ルイ・マラン『ユートピア的なもの 空間の遊戯』法政大学出版局 叢書・ウニベルシタス 1995
- ミッシェル・セール『解明M.セールの世界 B.ラトゥールとの対話』竹中のぞみ共訳 法政大学出版局 叢書・ウニベルシタス 1996
- ルイ・マラン『食べられる言葉』法政大学出版局 叢書・ウニベルシタス 1999
- ルイ・マラン『絵画を破壊する』尾形弘人共訳 法政大学出版局 叢書・ウニベルシタス 2000

## 参考
- 『現代日本人名録』2002年
- <退官記念>梶野吉郎教授 略歴および業績 言語文化部紀要 1999-09-17